# Sojoez MS-08
Sojoez MS-08 (Russisch: Союз МС-08) is een ruimtevlucht naar het Internationaal ruimtestation ISS. Het is de 137ste vlucht van een Sojoez-capsule en de achtste van het nieuwe Sojoez MS-type. De lancering vond plaats op 21 maart 2018. Tijdens deze vlucht zullen drie bemanningsleden naar het Internationaal ruimtestation ISS vervoerd worden voor ISS-Expeditie 55.

## Bemanning
| Positie           | Ruimtevaarder                        |
| ----------------- | ------------------------------------ |
| Commandant        | Oleg Artemjev, RSA 2e ruimtevlucht   |
| Flight Engineer 1 | Andrew Feustel, NASA 3e ruimtevlucht |
| Flight Engineer 2 | Richard Arnold, NASA 2e ruimtevlucht |

### Reservebemanning
| Positie           | Ruimtevaarder          |
| ----------------- | ---------------------- |
| Commandant        | Aleksej Ovtsjinin, RSA |
| Flight Engineer 1 | Nick Hague, NASA       |